# トルステン・ヘーゲルストランド
トルステン・ヘーゲルストランド（Torsten Hägerstrand、1916年10月11日 - 2004年5月4日）は、スウェーデンの地理学者。人口移動、空間的拡散、時間地理学の研究で知られる。日本語ではトルシュテン・ヘーゲルシュトランドとも表記する。
スウェーデンに生まれ育ち、生涯をスウェーデンで過ごした。1953年に博士号を取得したルンド大学で教授（後の名誉教授）を務めた。博士論文は『空間的観点からみた変革過程』（原題：Innovationsförloppet ur Korologisk Synpunkt）という定量的な空間的拡散に関する研究であり、計量革命を起こしたワシントン学派に重大な影響を与えたのみならず、行動地理学の先駆的研究、確率論的方法を始めて地理学に応用した画期的研究として評価されている。

## 経歴
1916年にスウェーデン南部の森林地帯・モヘダに生まれ、中学校に進学するまでこの地で育った。父は郷土教育を導入した小学校教師で、ヘーゲルストランドは父の勤務する小学校の2階に住んでいた。この生い立ちは、時間というものを意識するようになる1つのきっかけとなった。9歳の頃には、地図が「ものを空間上に位置付けて示す1つの言語である」と認識したという。
中等学校卒業後、1年間の兵役を終え、1937年にルンド大学に進学、地理学を専攻する。在学中に父を亡くし学業中断の危機に陥った際に、ティーチングアシスタントに採用されたため、学問の世界に留まることができた。指導教官のネルソンの勧めでスンメン湖周辺地域を調査し、人口移動に関する研究で修士の学位を取得した。その後、第二次世界大戦によりフィンランドから亡命したエドガー・カントの社会地理学に大きな影響を受け、社会学への関心を高め、アーサー・エディントンの物理学的世界観にも深く関心を抱いた。この中でモンテカルロ法と出会い、これを人口移動に適用することを思い付いた。助手のポストを得ながら1953年に博士号を取得、准教授へ昇進、1957年には教授に就任する。
1957年秋、エディンバラ大学へ出張講義に赴き、スコットランドで起きていた都市化に興味を抱き、1959年にはエドワード・アルマンの招待でワシントン大学を訪問し、アメリカ合衆国各地で発生していたスプロール現象や環境破壊に強い衝撃を受け、それまで注目していなかった景観や環境問題についての研究を始めるきっかけとなった。教授就任後は地理学教室の運営、指導学生の就職先の確保に奔走する一方で、スウェーデン政府の自治体再編や自然環境保全などの業務をこなした。
1969年に、デンマークのコペンハーゲンで開催されたヨーロッパ地域科学会大会において『地域科学における人々とは何か？』（What about People in Regional Science?）と題した発表を行った。この研究は1970年にPapers and Proceedings of Regional Science association誌24巻に掲載され、1989年には荒井良雄らの編訳によって日本語で紹介された。『地域科学における人々とは何か？』では以下の2点を指摘している。
- 社会習慣や集団の習慣を理解するために、個人を研究する必要がある。 現代の文化地理学者は、より大きなスケールのパターンを理解するために、主に個人の日常の習慣を研究している。単に集団を対象とした研究では、現実を均質化し、真実を隠蔽してしまう。
- 空間と時間の結合は、これまでほとんど発展していない。歴史的に、社会科学者は時間を空間的な事象と関連はあるが、外的な要因として扱ってきた[注 4]。

1971年、社会科学学術会議より特別教授に採用され、ようやく研究に専念できるようになった。この中で時間地理学を提唱した。1982年に退官する。

## 研究の特色
ヘーゲルストランドの研究の特色は、自身が地理学の原理として重要であると考えた定量的な分析であるが、ヘーゲルストランドが1942年に初めて世に出した論文は極めて記述的な主題を扱っていた。モデルと統計的な技術を開発し、時空間プリズム（time-space prism）などを発表した。ヘーゲルストランドの研究はアラン・プレッドやナイジェル・スリフト (Nigel Thrift) らが英語に翻訳し、英語圏に紹介した。
ヘーゲルストランドの初期の研究は、定量的な側面と地理学における人文科学的思考の両方を要因として説明した。後半には特に定量的な側面を強く批判するようになり、ついに批判地理学を形成した。研究の終盤には自身の時間地理学を修正し、可視的なものに限定せず、思想・感情・記憶・意図などを含め、計画と状況の問題を考慮した。それにもかかわらず、ヘーゲルストランドの手法はジリアン・ローズのようなフェミニスト地理学者から批判された。ローズは男性性と不正に整然とした世界観を示したモデルを主張した。たとえそうだとしても、ヘーゲルストランドの研究の発展は、非表象理論の基礎の一部につながり、アラン・レイサム（Alan Latham）らによって時間地理学が再評価された。すなわち、ヘーゲルストランドは今日においても影響力のある思想家である。
ヘーゲルストランドは、地誌学に人文地理学と自然地理学を結ぶ働きを積極的に見い出し、学生たちにも地誌学的な研究を行わせていた。「地理学者として私は地図を愛するが、それを超えるものを追究したい」と語り、時間と空間を結ぶ研究を行った。また、社会学の研究成果の影響を受け、座標を対数で目盛る「対数変換地図」を作成している。

## 受賞歴
1992年にヘーゲルストランドは、ヴォートラン・ルッド国際地理学賞（Lauréat Prix International de Géographie Vautrin Lud）という地理学の研究領域では最高の賞を受けた。
名誉博士号はベルゲン大学、ノルウェー経済経営大学、ノルウェー科学技術大学、ブリストル大学、エディンバラ大学、グラスゴー大学、オハイオ州立大学から授与された。1986年6月のオハイオ州立大学での名誉学位の授与式では、「1950年代から1960年代に継続して行われた普及学の研究では、現在でもこの分野の標準として引用され続けている」そして「世界中の同世代の研究者がインスパイアされた」と評価された。
スウェーデン王立科学アカデミー、スウェーデン・アカデミー、スウェーデン王立工学アカデミー、ノルウェー科学文学アカデミー、フィンランド科学文学アカデミー、アメリカ芸術科学アカデミー、パリ地理学会の会員、ブリティッシュ・アカデミーのコレスポンディング・フェローである。またヨーロッパアカデミー（Academia Europaea）の設立時のメンバーの1人であり、地理学者ではヘーゲルストランドとピーター・ハゲットの2人のみである。
1968年にはアメリカ地理学会（AAG）の傑出業績賞（Outstanding Achievement Award）、1979年には王立地理学会からヴィクトリア・メダル（Victoria Medal）を授与された。

## 業績
主要な業績は以下の通り。
- 空間プロセスとしての技術革新の伝播
  - 英訳：Chicago：University of Chicago Press、1967年
- 移動の定義 Lund: Lunds Universitets Kulturgeografiska Institution, Rapporter och Notiser, 9, 1973年
- 人文地理学の領域 Directions in geography，R. J. Chorley編，67-87.
- 生活の質における交通の影響 Lund: Lunds Universitets Kulturgeografiska Institution, Rapporter och Notiser, 13, 1974年
- 空間、時間および人間の状態 Dynamic allocation of urban space，A. Karlqvistほか編